# She's No Angel
She's no angel (en español: Ella no es un ángel), también conocida como She’s no angel: Cameron Diaz, es una película estadounidense pornográfica de 1992 dirigida por John Rutter y protagonizada por Cameron Díaz. Es la primera y única película de porno softcore y bondage que realizó la famosa actriz antes de saltar a la fama internacional con el film The mask (La máscara) en 1994.

## Reparto
- Cameron Díaz
- Natasha Cotroneo

## Historia
A principios de los años noventa, el fotógrafo John Rutter filmó un video de S&M y porno suave con la participación de la por entonces desconocida Cameron Díaz. En 2003 Díaz logró mediante un juicio una sentencia judicial contra Rutter, impidiéndole distribuir el vídeo o las fotografías consecuentes.
Sin embargo, en 2004 el vídeo comenzó a distribuirse en línea a través de una página web rusa, pornazi.com.
Poco después se filtró a las aplicaciones de internet que utilizaban el sistema P2P, y de allí se difundió a los sitios web especializados en pornografía, al mismo tiempo que la noticia se hacía conocida a nivel mundial.